# 7,62 × 45 мм
Патрон 7,62 x 45 мм — промежуточный патрон, разрабатываемый чехословацкими военными как пулеметный и автоматный боеприпас, но в рамках унификации боеприпасов Варшавского блока был заменен менее мощным патроном 7,62 × 39 мм.
Немецкие промежуточные патроны 7,92×33 мм были знакомы чехословацким оружейникам, так как во время немецкой оккупации Чехии оружейные заводы «Збройовка-Брно» в Брно и «Селье Белло» в городе Влашим выпускали эти патроны. После войны чехословацкие военные пришли к выводу о том, что необходимо создать новый более мощный патрон. В рамках программы создания собственной системы стрелкового оружия под промежуточный патрон на заводе в городе Брно в 1949 году разработали патрон 7,5×45 мм — «Z-49». Однако, 26 мая 1950 года под давлением СССР Генеральный штаб чехословацкой армии принял решение о переходе на советский калибр 7,62 мм и начал разработку промежуточного боеприпаса 7,62×45 мм — «Z-50».
Боеприпас имел бутылочной формы гильзу с проточкой, и допускалось его снаряжение любыми типами пуль. В базовом снаряжении применялась пуля остроконечной формы весом 8,4 г, обладавшая начальной скоростью 744 м/с и дульной энергией 2325 Дж. Патрон 7,62×45 мм хоть внешне и был похож на патрон советского производства, но отличался от него габаритами и превосходил боеприпас 7,62×39 мм по мощности.
В 1952 г. под новый патрон чешские оружейники разработали пулемёт и самозарядный карабин, также под него разрабатывался автомат. Однако из-за того, что Чехословакия вступила в организацию Варшавского договора, ею были взяты обязательства перейти на единые боеприпасы блока. 6 июля 1957 года чехословацкий Генштаб принял решение о принятии на вооружение армии советского патрона 7,62×39 мм. Одновременно с этим боеприпас «Z-50» сняли с вооружения армии, а уже выпущенное оружие было адаптировано под патрон 7,62×39 мм.
- Сравнение патрона 7,62 × 45 мм (слева) и патрона 7,62 × 39 мм.

| Сравнение патронов            | 7,9 mm Kurz (7,92 × 33) | Обр. 1943 года (7,62 × 39) | M 52 (7,62 × 45 мм) |
| ----------------------------- | ----------------------- | -------------------------- | ------------------- |
| калибр (мм)                   | 7,92                    | 7,62                       | 7,62                |
| Масса патрона (г)             | 16,7                    | 16,5                       | 18,7                |
| Масса пули (г)                | 8,1                     | 7,97                       | 8,40                |
| Масса порохового заряда (г)   | 1,40                    | 1,40                       | 1,75                |
| Начальная скорость пули (м/с) | 685                     | 738                        | 745                 |
| Энергия пули, (Дж)            | 1909                    | 2170                       | 2331                |